# I Wanna Get Funky
I Wanna Get Funky — студійний альбом Альберта Кінга, записаний на лейблі Stax Records в липні 1972 року. Альбом вийшов в 1974 році. У тому ж році альбом зайняв 37 позицію в хіт-параді R&B Albums журналу Billboard. Сингл «That's What the Blues Is All About» посів 15 сходинку в чарті Billboard R&B Singles.

## Список композицій
1. «I Wanna Get Funky» (Кліфтон Вільям Сміт) — 5:08
2. «Playing on Me» (Мек Райс) — 3:25
3. «Walking the Back Streets and Crying» (Сенді Джонс) — 6:28
4. «'Til My Back Ain't Got No Bone» (Едді Флойд, Альвертіс Ізбелл) — 7:32
5. «Flat Tire» (Генрі Буш, Букер Т. Джонс, Альберт Кінг) — 4:43
6. «I Can't Hear Nothing But the Blues» (Генрі Буш, Кларк) — 4:16
7. «Travelin' Man» (Альберт Кінг) — 2:52
8. «Crosscut Saw» (Р.Дж. Форд) — 7:45
9. «That's What the Blues Is All About» (Боббі Петтерсон, Джеррі Стрікленд) — 3:53

## Учасники запису
- Альберт Кінг — гітара, вокал
- Дональд Кінсі — гітара
- The Memphis Horns — труби
- The Bar-Kays & The Movement — ритмічна група
- Hot Buttered Soul, Генрі Буш — бек-вокал

## Позиції у чартах

### Альбом
| Рік  | Чарт       | Позиція |
| ---- | ---------- | ------- |
| 1974 | R&B Albums | 37      |

### Сингли
| Сингл                                | Інформація                                                                    |
| ------------------------------------ | ----------------------------------------------------------------------------- |
| «Playing on Me»                      | - Сингл Stax 0166, 1973 - Сторона Б: «Funky London»                           |
| «That's What the Blues Is All About» | - Сингл Stax 0189, 1973 - Сторона Б: «I Wanna Get Funky» - US R&B Singles #15 |
| «Flat Tire»                          | - Сингл Stax 0217, 1974 - Сторона Б: «I Can't Hear Nothing But the Blues»     |
| «Crosscut Saw»                       | - Сингл Stax 0228, 1974 - Сторона Б: «Don't Burn Down the Bridge»             |